# Kristine Kathryn Rusch
Kristine Kathryn Rusch (* 4. Juni 1960) ist eine  US-amerikanische Schriftstellerin und Herausgeberin.

## Leben
Sie ist mit Dean Wesley Smith verheiratet, mit dem sie unter dem Pseudonym Sandy Schofeld schon mehrere Romane verfasst hat.
1985 war sie Teilnehmerin des renommierten Clarion Workshops für angehende Science-Fiction- und Fantasy-Autoren, bei dem sie in der Folge auch als Dozentin wirkte.
Rusch war bis 1997 Herausgeberin von The Magazine of Fantasy & Science Fiction, wofür sie 1994 den Hugo Award erhielt. Gemeinsam mit ihrem Mann erhielt sie für den von ihr gegründeten Verlag Pulphouse Publishing den World Fantasy Award. Gleichzeitig sind sie und ihr Mann Herausgeber von SFWA Handbook: A Professional Writer's Guide To Writing Professionally, wofür sie den Locus Award für das beste Sachbuch erhielten. Im Star-Wars-Universum schrieb sie 1996 Rebellion der Verlorenen und hat bereits mehrere Star Trek und eigene Romane, wie zum Beispiel die Reihe um Miles Flint, verfasst. Gemeinsam mit ihrem Mann lebt und arbeitet sie in Las Vegas.
Sie ist bisher die einzige Person, der der Hugo Award sowohl als Schriftstellerin als auch als Herausgeberin verliehen wurde.

## Werk

### Werk als Kris Rusch
Die Autorin hat unter diesem Pseudonym einen Mainstream-Roman geschrieben.
- Hitler’s Angel. St. Martin’s Press, 1998, ISBN 0-312-15498-4.

### Werk als Kris Nelscott
Die Autorin veröffentlicht unter diesem Pseudonym Kriminalromane.

#### Smokey Dalton
- Vol. 1: A Dangerous Road, 2000 (2001 ausgezeichnet mit dem Herodotus Award in der Kategorie Bester historischer US-Roman)
- Vol. 2: Smoke-Filled Rooms, 2001
- Vol. 3: Thin Walls, 2002
- Vol. 4: Stone Cribs, 2004
- Vol. 5: War at Home, 2005
- Vol. 6: Days of Rage, 2006 (2007 ausgezeichnet mit dem Spotted Owl Award)

### Werk als Kristine Grayson
Die Autorin veröffentlicht unter diesem Pseudonym Romanzen.
- Utterly Charming, 2000
- Thoroughly Kissed, 2001
- Completely Smitten, 2002
- Simply Irrisistable, 2003
- Absolutely Captivated, 2004
- Totally Spellbound, 2005

### Werk als Sandy Schofield
Kristine Kathryn Rusch und Dean Wesley Smith verwenden für einen Teil ihrer zusammen verfassten Arbeiten das gemeinsame Pseudonym Sandy Schofield.
- Star Trek: Deep Space Nine: The Big Game. Pocket Books, 1993, ISBN 0-671-88030-6.
- Aliens: Rogue. Bantam Spectra, 1995, ISBN 0-553-56442-0.
- Quantum Leap: The Loch Ness Leap. Boulevard Books, 1997, ISBN 1-57297-231-9.
- Predator: Big Game. Bantam Spectra, 1999, ISBN 0-553-57733-6.

### Werk als Kathryn Wesley
Kristine Kathryn Rusch und Dean Wesley Smith verwenden für einen Teil ihrer zusammen verfassten Arbeiten das gemeinsame Pseudonym Kathryn Wesley.
- The 10th Kingdom. Hallmark Entertainment Books / Kensington Publishing Corp., 2000, ISBN 1-57566-537-9.
  - Das Zehnte Königreich. vgs, 2000, Übersetzerin Frauke Meier, ISBN 3-8025-2740-2.
- Aladdin, 2000
- The Monkey King, 2001
- Salem With Trials, 2003

### Werk als Kristine Kathryn Rusch, mit Kevin J. Anderson

#### Afterimage
- Vol. 1: Afterimage. Roc / New American Library, 1992, ISBN 0-451-45175-9.
- Vol. 1–2: Afterimage/Aftershock. Meisha Merlin, 1998, ISBN 0-9658345-7-3.

### Werk als Kristine Kathryn Rusch, mit Dean Wesley Smith

#### The Tenth Planet
- Vol. 1: The Tenth Planet. Del Rey / Ballantine, 1999, ISBN 0-345-48515-7.
- Vol. 2: Oblivion. Del Rey / Ballantine, 2000, ISBN 0-345-42141-8.
- Vol. 3: Final Assault. Del Rey / Ballantine, 2000, ISBN 0-345-42142-6.

#### Roswell
- No Good Deed. Pocket Books, 2001, ISBN 0-7434-1835-2.
  - Die letzte Hoffnung. vgs, 2002, Übersetzerin Birgit Schmitz, ISBN 3-8025-2892-1.
- Little Green Men. Simon Pulse, 2002, ISBN 0-7434-1836-0.
  - Unter Quarantäne. vgs, 2003, Übersetzer Thomas Ziegler, ISBN 3-8025-2943-X.

#### Star Trek

##### Classic
- The Rings of Tautee. Pocket Books, 1996, ISBN 0-671-00171-X.
  - Band 093: Die Ringe von Tautee. Heyne Science-Fiction & Fantasy #5693, 1999, Übersetzer Bernhard Kempen, ISBN 3-453-14908-4
- Treaty's Law. Pocket Books, 1997, ISBN 0-671-00424-7.
  - Band 102: Tag der Ehre (4): Das Gesetz des Verrats. Heyne Science-Fiction & Fantasy #5702, 1999, Übersetzer Ronald M. Hahn, ISBN 3-453-15705-2.
- New Earth 5: Thin Air. Pocket Books, 2000, ISBN 0-671-78577-X.

##### The Next Generation
- Klingon! Pocket Books, 1996, ISBN 0-671-00257-0.
- The Soldiers of Fear. Pocket Books, 1996, ISBN 0-671-54174-9.
  - Band 054: Invasion (2): Soldaten des Schreckens. Heyne Science-Fiction & Fantasy #5754, 1998, Übersetzer Andreas Brandhorst, ISBN 3-453-13987-9.
- Vectors: Double Helix #2. Pocket Books, 1999, ISBN 0-671-03256-9.

##### Voyager
- The Escape. Pocket Books, 1995, ISBN 0-671-52096-2.
  - Band 02: Die Flucht. Heyne Science-Fiction & Fantasy #5402, 1996, Übersetzer Andreas Brandhorst, ISBN 3-453-09448-4.
- Echoes. Pocket Books, 1998, ISBN 0-671-00200-7. (zusätzlich mit Nina Kiriki Hoffman)
  - Band 17: Echos. Heyne Science-Fiction & Fantasy #5817, 2000, Übersetzer Andreas Brandhorst, ISBN 3-453-17099-7
- Section 31: Shadow. Pocket Books, 2001, ISBN 0-671-77478-6.
  - Band 21: Sektion 31 (4): Der Schatten. Heyne Science-Fiction & Fantasy #5821, 2002, Übersetzer Andreas Brandhorst, ISBN 3-453-86358-5.

##### Deep Space Nine
- The Long Night., Pocket Books, 1996, ISBN 0-671-55165-5.
  - Band 17: Die lange Nacht. Heyne Science-Fiction & Fantasy #5517, 1998, Übersetzer Bernhard Kempen, ISBN 3-453-14011-7.
- The Mist: The Captain's Table #3. Pocket Books, 1998, ISBN 0-671-01471-4.

##### Enterprise
- By the Book. Pocket Books, 2002, ISBN 0-7434-4871-5.
  - Band 02: Das Rätsel der Fazi. Heyne Science-Fiction & Fantasy #6801, 2002, Übersetzer Andreas Brandhorst, ISBN 3-453-86536-7.

#### X-Men
- X-Men. Del Rey / Ballantine, 2000, ISBN 0-345-44095-1. (Buch zum gleichnamigen Film)
  - X-Men. Goldmann #44962, 2000, Übersetzer Winfried Czech und Manfred Weinland, ISBN 3-442-44962-6.

### Werk als Kristine Kathryn Rusch, solo

#### The Diving Universe
- 1 Diving into the Wreck. Pyr Books, 2009, ISBN 978-1-59102-786-7.
- 2 City of Ruins. Pyr Books, 2011, ISBN 978-1-61614-369-5.
- 3 Boneyards. Pyr Books, 2012, ISBN 978-1-61614-543-9.
- 4 Skirmishes. WMG Publishing, 2013, ISBN 978-0-615-79524-9.
- 5 The Falls. WMG Publishing, 2016, ISBN 978-1-56146-768-6.
- 6 The Runabout. WMG Publishing, 2017, ISBN 978-1-56146-794-5.
- 7 Searching for the Fleet. WMG Publishing, 2018, ISBN 978-1-56146-035-9.
- 8 The Renegat. WMG Publishing, 2019, ISBN 978-1-56146-090-8.

#### Das Fey-Universum

##### Das Buch der Fey (The Fey)
Übersetzt von Sabine Reinhardus.
- Vol. 1: Sacrifice. Millennium, 1995, ISBN 1-85798-271-1.
  - Band 1: Die Felsenwächter. Droemer Knaur	#70168, 1999, ISBN 3-426-70168-5.
  - Band 2: Das Schattenportal. Droemer Knaur #70169, 2000, ISBN 3-426-70169-3.
- Vol. 2: Changeling. Millennium, 1996, ISBN 1-85798-487-0.
  - Band 3: Der Thron der Seherin. Droemer Knaur #70170, 2000, ISBN 3-426-70170-7.
  - Band 4: Die Nebelfestung. Droemer Knaur #70171, 2000, ISBN 3-426-70171-5.
- Vol. 3: The Rival. Bantam Spectra, 1997, ISBN 0-553-56896-5.
  - Band 5: Der Schattenprinz. Droemer Knaur #70172, 2000, ISBN 3-426-70172-3.
  - Band 6: Die Erben der Macht. Droemer Knaur #70173, 2000, ISBN 3-426-70173-1.
- Vol. 4: The Resistance. Bantam Spectra, 1998, ISBN 0-553-57713-1.
  - Band 7: Die Augen des Roca. Droemer Knaur #70199, 2000, ISBN 3-426-70199-5.
  - Band 8: Im Zeichen der Schwerter. Droemer Knaur #70200, 2001, ISBN 3-426-70200-2.
- Vol. 5: Victory. Bantam Spectra, 1998, ISBN 0-553-57714-X.
  - Band 9: Die roten Klippen. Droemer Knaur #70201, 2001, ISBN 3-426-70201-0.
  - Band 10: Das Seelenglas. Droemer Knaur #70202, 2001, ISBN 3-426-70202-9.

##### Black Throne
- Vol. 6: The Black Queen. Bantam Spectra, 1999, ISBN 0-553-58115-5.
- Vol. 2: The Black King. Bantam Spectra, 2000, ISBN 0-553-58118-X.

#### Miles Flint (Retrieval Artist)
Übersetzerin Frauke Meier.

Die verschiedenen Völker der Galaxis haben zwecks Verbesserung der Handelsbeziehungen beschlossen, dass – unabhängig von der Welt, von der ein Verdächtiger stammt – die Rechtsprechung der Welt zum Tragen kommt, auf der eine Tat verübt wurde. Die Polizei jeder Welt ist gehalten, interstellare Haftbefehle und andere Urteile durchzusetzen.
Nur unterscheiden sich die verschiedenen Rechtsauffassungen in einigen Punkten doch gewaltig. Was auf einer Welt ein Verbrechen ist, erscheint auf einer anderen als ganz normale Handlung. Während auf einer Welt ein Verbrecher selbst die Strafe verbüßen muss, kann auf einer anderen sogar ein Kind des Verbrechers eingefordert werden.
Wie das Konzept, ein Kind für die Tat eines Elternteils büßen zu lassen, offensichtlich andeutet, legt es die Autorin bewusst darauf an, Polarisationspunkte zu bieten, an denen sich der Leser reiben kann. Überträgt man den Plot einfach eins zu eins auf Amerika und den Rest der Welt, so gibt der Stoff weiteren Anlass zur Kritik. Das gilt ebenso für Motivation und Handlungsweise der Hauptfigur „Miles Flint“
- Vol. 1: The Disappeared. Roc / New American Library, 2002, ISBN 0-451-45888-5.
  - Die Verschollenen, Bastei-Lübbe #23303, 2007, ISBN 3-404-23303-4
  - Miles Flint lebt und arbeitet auf dem Mond innerhalb der Armstrong-Kuppel. Er ist  ein kürzlich zum Detective beförderter Polizist, der wegen seiner Erfahrungen im Raumhafenbereich eingesetzt wird. Dort hat er es innerhalb kürzester Zeit gleich mit mehreren Fällen zu tun: ein Schiff voller Leichen; entführte menschliche Kinder; eine flüchtige Frau. In allen dreien geht es um die Durchsetzung interstellarer Urteile. Doch was hat die extreme Anhäufung derartiger Fälle zu bedeuten?

- Vol. 2: Extremes. Roc / New American Library, 2003, ISBN 0-451-45934-2.
  - Die Lautlosen. Bastei-Lübbe #23310, 2007, ISBN 3-404-23310-7.
- Vol. 3: Consequences. Roc / New American Library, 2003, ISBN 0-451-45971-7.
  - Die Tödlichen. Bastei-Lübbe #23313, 2007, ISBN 3-404-23313-1.
- Vol. 4: Buried Deep. Roc / New American Library, 2005, ISBN 0-451-46021-9.
  - Das Marsgrab. Bastei-Lübbe #23320, 2008, ISBN 978-3-404-23320-5.
- Vol. 5: Paloma. Roc / New American Library, 2006, ISBN 0-451-46115-0.
  - Paloma. Bastei-Lübbe #23325, 2008, ISBN 978-3-404-23325-0.
- Vol. 6: Recovery Man. Roc / New American Library, 2007, ISBN 0-451-46167-3.
  - Kallisto. Bastei-Lübbe #23339, 2009, ISBN 978-3-404-23339-7.
- Vol. 7: Duplicate Effort. Roc / New American Library, 2009, ISBN 978-0-451-46260-2.

##### Anniversary Day Saga
- Vol. 1: Anniversary Day. WMG Publishing, 2011, ISBN 978-0-615-52179-4.
- Vol. 2: Blowback. WMG Publishing, 2012, ISBN 978-0-615-68850-3
- Vol. 3: A Murder of Clones. WMG Publishing, 2015, ISBN 978-1-56146-608-5.
- Vol. 4: Search & Recovery. WMG Publishing, 2015, ISBN 978-1-56146-615-3.
- Vol. 5: The Peyti Crisis. WMG Publishing, 2015, ISBN 978-1-56146-616-0.
- Vol. 6: Vigilantes. WMG Publishing, 2015, ISBN 978-1-56146-621-4.
- Vol. 7: Starbase Human. WMG Publishing, 2015, ISBN 978-1-56146-622-1.
- Vol. 8: Masterminds. WMG Publishing, 2015, ISBN 978-1-56146-625-2.

#### Star Wars
- Das diplomatische Korps – die Aufnahmeprüfung. vgs, 1997, Übersetzer  Jürgen Heinzerling, ISBN 3-8025-2539-6. (Originaltitel unbekannt)
- The New Rebellion. Bantam Press, 1996, ISBN 0-593-04084-8.
  - Rebellion der Verlorenen. vgs, 1998, Übersetzer Heinz Nagel, ISBN 3-8025-2545-0.

#### Einzelromane
- The Gallery of His Dreams, 1991, auf Deutsch als Die Galerie seiner Träume in Heyne SF-Jahresband 1992, ISBN 3-453-05385-0

- The White Mists of Power, 1991

Die weißen Schleier der Macht, Heyne, 1995, ISBN 3-453-08526-4
Der geheimnisvolle Barde Byron hat ein Herz für die Armen und Unterdrückten sowie ein zu loses Mundwerk, was ihm trotz seiner Begabung immer wieder Ärger einbringt. Eigentlich nicht verwunderlich, denn er trägt die weißen Schleier der Macht in sich. In seiner Umgebung sterben Menschen, und das Volk der Enos befürchtet, dass Byron die prophezeite Endzeit einläuten könnte …
- Heart Readers, 1993

Die Herzleser, Heyne, 1996, ISBN 3-453-11939-8
- Façade, 1993
- Traitors, 1993

- Alien Influences, 1994

Fremde Einflüsse, Heyne, 1997, ISBN 3-453-11897-9
- Sins of the Blood, 1994
- The Devil's Churn, 1996
- Fantasy Life, 2003

- Diving into the Wreck, 2009
- City of Ruins, 2011

#### Kurzgeschichtensammlungen
- Stained Black, 1992
- Stories for an Enchanted Afternoon, 2001
- Little Miracles and Other Tales, 2001
- The Retrieval Artist and Other Stories, 2002